# Johann Georg von Messerer
Johann Georg von Messerer, veraltet auch Mösserer (* 1683 in Bad Aibling; † 1738) war Kurfürstlich Bayerischer Bräukommissär, Fourage -Admodiateur und Hofkammerrat.

## Leben
Er war ein Sohn des Zieglerbrauereibesitzers am Marienplatz in Bad Aibling, die Brauerei fiel 1765 dem großen Brand zum Opfer. Durch Militärlieferungen wurde er sehr vermögend. Er war verheiratet mit Maria Klara. Mit seiner Frau stiftete er das Kloster Urfahrn. Er erbaute das Schloss Urfahrn und das Schloss Höhenrain neu.

## Familie
Sein (einziger) Stiefsohn war Joseph Anton von Kern, dieser wurde 1745 nobiliert er war Oberleutnant und Bräu- und Salzcommisär. Seine Frau, Josepha von Kern, geborene von Pitzl auf Eberstall veräußerte 1749 als Witwe Grundstücke ihrer Herrschaft Falkenau nahe dem Kühbächl bei Giesing an den kurpfalzbayerischen Hofbankier und Kommerzienrat Franz Anton von Pilgram auf Ansitz Pilgramsheim. Sie hatten den Sohn Kajetan, dieser war Leibgardekapitän.